# Philippe Vincent Roger
Philippe Vincent Roger, seigneur du Plessis-Glain, du Plessis-Tristan, de la Jarrie, de la Bazouinière et de la Mouchetière, fut conseiller du roi, lieutenant-général de l'Amirauté de Nantes et maire de Nantes de 1770 à 1772.

## Biographie
Philippe Vincent Roger est le fils de Philippe-Vincent Roger, seigneur du Plessis-Glain, conseiller du roi, lieutenant-général de l'Amirauté de Nantes, et d'Anne-Renée Laurencin (nièce de Gérard Mellier). Il épouse Rose Eulalie Montaudouin, sœur de Daniel-René Montaudouin de Launay et de Jean-Gabriel Montaudouin de La Touche.
Il devient lieutenant-général de l'Amirauté à la suite son père, et est nommé maire de Nantes en 1770.
Sous la Révolution, dans le cadre de l'affaire des 132 modérés nantais, il est incarcéré avec plusieurs de ses collègues, anciens maires, puis désigné pour la colonne. Il peut accomplir le voyage de Paris tout entier, mais meurt de ses fatigues à la prison de la Conciergerie le 14 janvier 1794.